# Capoeta
Capoeta és un gènere de peixos de la família dels ciprínids i de l'ordre dels cipriniformes.

## Conservació
Les espècies Capoeta antalyensis, Capoeta bergamae i Capoeta pestai es troben en perill d'extinció.

## Taxonomia
- Capoeta aculeata (Valenciennes, 1844)
- Capoeta angorae (Hankó, 1925)
- Capoeta antalyensis (Battalgil, 1943)
- Capoeta baliki (Turan, Kottelat, Ekmekçi & Imamoglu, 2006)[3]
- Capoeta banarescui (Turan, Kottelat, Ekmekçi & Imamoglu, 2006)[3]
- Capoeta barroisi (Lortet, 1894)
- Capoeta bergamae (Karaman, 1969)
- Capoeta buhsei (Kessler, 1877)
- Capoeta capoeta (Güldenstadt, 1772)[4]
- Capoeta damascina (Valenciennes, 1842)
- Capoeta ekmekciae (Turan, Kottelat, Gülsün Kirankaya & Engin, 2006)[3]
- Capoeta erhani (Turan, Kottelat & Ekmekçi, 2008)[5]
- Capoeta fusca (Nikolskii, 1897)
- Capoeta javanica (Bleeker, 1855)
- Capoeta kosswigi (Karaman, 1969)
- Capoeta micracanthus (Günther, 1868)
- Capoeta pestai (Pietschmann, 1933)
- Capoeta sieboldii (Steindachner, 1864)
- Capoeta tinca (Heckel, 1843)
- Capoeta trutta (Heckel, 1843)
- Capoeta turani (Özulug & Freyhof, 2008)[6][7][8][9][10][11][12][13]